# Étienne Marchand
Étienne Marchand (Grenada, 1755 – Réunion, 15 maggio 1793) è stato un mercante ed esploratore francese celebre per aver compiuto la seconda circumnavigazione francese dopo Louis Antoine de Bougainville con la nave mercantile Le Solide.

## Spedizione della Solide (1790-1792)
La spedizione del Le Solide fu la seconda circumnavigazione di successo compiuta dai francesi dopo quella di Louis Antoine de Bougainville. È poco conosciuta, soprattutto perché ebbe scopi commerciali, ovvero il commercio di pellicce tra la costa nord-occidentale dell'America e la Cina. Étienne Marchand fu il capitano della spedizione a bordo della Le Solide, una nave noleggiata dai fratelli Jean e David Baux. Dal punto di vista commerciale, la spedizione fu un fallimento, anche se rappresentò una preziosa testimonianza della vita dei polinesiani e dei nativi americani dell'epoca, contribuì alla conoscenza delle isole Marchesi e mappò accuratamente alcune parti della costa nord-occidentale del Nord America.